# Muttershofen (Ziemetshausen)
Muttershofen ist ein Kirchdorf und Ortsteil des Marktes Ziemetshausen im schwäbischen Landkreis Günzburg.

Zur Gemarkung gehören auch das Dorf Bauhofen und der Weiler Roppeltshausen.

## Lage
Das Dorf liegt ungefähr eineinhalb Kilometer südwestlich von Ziemetshausen an der Staatsstraße St 2027 im Tal der Zusam, die das Dorf in einen westlichen und einen östlichen Teil teilt. Muttershofen, Bauhofen und Roppeltshausen liegen in den Stauden.

## Geschichte
Im 14. Jahrhundert wurden erstmals Besitzungen der Klöster Weingarten und Steingaden in Muttershofen urkundlich erwähnt. Um 1600 gehörte der Ort zu der Fugger’schen Herrschaft Mickhausen. Die längste Zeit gehörte der Ort, wie der Großteil der heutigen Gemeinde Ziemetshausen zu der Herrschaft Seyfriedsberg, die wiederum Teil der Markgrafschaft Burgau war. Mit dem Frieden von Pressburg kam der Ort 1805 wie das gesamte Gebiet zwischen Iller und Lech zu Bayern. Im Zuge der Verwaltungsreformen in Bayern entstand mit dem Gemeindeedikt von 1818 die Gemeinde Muttershofen, zu der neben Muttershofen auch noch das Dorf Bauhofen und der Weiler Roppeltshausen gehörte. Im Zuge der Bayerischen Gebietsreform wurde die bis dahin selbständige Gemeinde am 1. Juli 1972 nach Ziemetshausen eingemeindet.
Muttershofen, Bauhofen und Roppeltshausen gehören zur katholischen Pfarrei Sankt Peter und Paul in Ziemetshausen.

## Sehenswürdigkeiten
- Katholische Kapelle Mariä Heimsuchung
- Kapelle Heilige Vierzehn Nothelfer